# Typhlodaphne paratenoceras
Typhlodaphne paratenoceras is een slakkensoort uit de familie van de Borsoniidae.
De wetenschappelijke naam van de soort is voor het eerst geldig gepubliceerd in 1951 door Powell.